# Caduca meleagris
Caduca meleagris är en fjärilsart som beskrevs av Felder 1874. Caduca meleagris ingår i släktet Caduca och familjen nattflyn. Inga underarter finns listade i Catalogue of Life.